# Blastocladiales
Die Blastocladiales sind eine Ordnung von Pilzen. Früher zu den Chytridiomycetes gestellt, sind sie seit 2006 eine eigene Abteilung Blastocladiomycota.

## Merkmale
Die Zellen besitzen eine Geißel. Sie haben eine Kernkappe aus Ribosomen. Der Zellkern ist konisch, das spitze Ende ist nahe dem Kinetosom, dessen Wurzel aus 27 Mikrotubuli in Dreiergruppen besteht. Die Mikrotubuli reichen vom Kinetosom bis zur Zellkappe und bedecken Zellkern und Kappe.

## Systematik
Die Klasse Blastocladiomycetes mit der einzigen Ordnung Blastocladiales entspricht den von Thomas Cavalier-Smith vorgeschlagenen Allomycetes, jedoch war deren Beschreibung sehr vage.
Zu den Blastocladiales gehören folgende Familien:
- Blastocladiaceae (Petersen 1909) u. a. mit Allomyces und Blastocladia
- Catenariaceae (Couch 1945) sind fadenförmig
- Coelomomycetaceae (Couch 1962) sind obligate Parasiten auf Insekten
- Physodermataceae [syn. Urophlyctidaceae] (Schroeter 1886) sind obligate Parasiten auf Angiospermen, u. a mit Urophlyctis und Physoderma, deren Vertreter P. zeamaydis syn. P. maydis der Erreger der  Braunfleckenkrankheit von Mais (Zea mays) ist.[3]
- Sorochytriaceae (Dewel 1985) mit Sorochytrium, deren Vertreter S. milnesiophtora auf Bärtierchen (Tardigrada) parasitiert.

Ohne Familienzuordnung sind die folgenden Gattungen:
- Endoblastidium (Codreanu 1931)
- Polycaryum (Stempell 1901)
- Nematoceromyces (Doweld 2013)
- Blastocladiella (Matthews 1937) syn. Clavochytridium (Couch & Cox 1939), Sphaerocladia (Stüben 1939)